# Мюллер, Фердинанд
Фердина́нд фон Мю́ллер (нем. Ferdinand von Mueller), имя при рождении — Фердина́нд Я́коб Ге́нрих Мю́ллер (нем. Ferdinand Jacob Heinrich Mueller), 30 июня 1825, Росток, Германия — 10 октября 1896, Мельбурн, Австралия) — немецкий естествоиспытатель, биолог, ботаник, географ, изучавший природу Австралии.

## Биография
Родился 30 июня 1825 года в Ростоке. Обучался в Кильском университете.
Путешествовал в 1848 году по южной Австралии, был правительственным ботаником штата Виктория до 1855 года, сопровождал Августа Грегори в его топографических экспедициях.
Потом Фердинанд Мюллер занял должность директора Королевского ботанического сада в Мельбурне и в немногие годы сделал это учреждение одним из знаменитейших в своём роде.
Ф. Мюллер сам определил около двух тысяч растений и приобрёл большую известность в связи с работами по акклиматизации культурных растений.
Он был инициатором массовых насаждений эвкалиптов в средиземноморской области и во всем субтропическом поясе, считая, что это способствует улучшению климата.
В 1888 году учёный был награждён Королевской медалью Лондонского королевского общества.
Фердинанд Мюллер умер 10 октября 1896 года в Мельбурне.

## Научные труды
- Fragmenta phytographiae Australiae (Лейпциг, 1862—1881, I—IX) (лат.)
- Flora australiana (в сотрудничестве с Бентамом, I—VII, 1863—1870) (лат.)
- Plants of Victoria (Мельбурн, 1860—1865) (англ.)
- The vegetation of the Chatham Islands (1864) (англ.)
- Eucalyptographia (1879—1882) (лат.)
- Select extratropical plants (1891) (англ.)